# Драгослав Михаиловић
Драгослав Михаиловић (право презиме Михајловић; Ћуприја, 17. новембар 1930 — Београд, 12. март 2023) био је српски књижевник и академик. Био је писац, романсијер, сценариста, драматург и редовни члан Српске академије наука и уметности (САНУ). Добитник је многих књижевних награда и признања. Његов књижевни опус обухвата приповетке, романе и драме. Дела су му превођена на више страних језика.

## Биографија
Студирао је Филозофски факултет у Београду на Групи за југословенску књижевност и српскохрватски језик. Факултет је завршио 1957. године, али није успео да нађе стално запослење; често је мењао посао.
Михаиловић је тврдио да је дошао у сукоб с Управом државне безбедности (УДБА) пошто се побунио против хапшења својих другова, који су ухапшени због политичких вицева. Након тога, један сведок је изјавио да се Драгослав Михаиловић од самог почетка определио за резолуцију Информбироа, као и да је изјавио да је Тито „амерички шпијун” и да је партија „ликвидирала СКОЈ”. Године 1949. избачен је из кандидатуре за члана Комунистичке партије Југославије, а 15. септембра 1950. је ухапшен. На Голи оток пребачен је 28. фебруара 1951. и тамо је провео 15 месеци.
Роман Кад су цветале тикве први пут је објављен 1968. и изазвао је значајну реакцију социјалистичке власти. Представа која је у Југословенском драмском позоришту у Београду требало да се игра по овом роману забрањена је пре него што је изведена премијера. Михаиловић сматра да ју је Тито лично забранио на инсистирање Кардеља.
Преминуо је 12. марта 2023. у Београду. Сахрањен је 16. марта 2023. у Алеји заслужних грађана на Новом гробљу у Београду. Дана 25. априла 2023. одржан је комеморативни скуп у САНУ.
Његову биографију написао је Роберт Ходел Речи од мрамора. Драгослав Михаиловић – живот и дело, Београд: Лагуна, 2020.

## Приватан живот
Његов син је сликар Бранислав Михајловић, а ћерка глумица Милица Михајловић.

## Награде и признања
- Октобарска награда Београда, 1967.
- Андрићева награда, 1976.
- Златна арена за најбољи сценарио, Пула, 1978.
- НИН-ова награда,  за роман Чизмаши, 1984.
- Награда Народне библиотеке Србије за најчитанију књигу године, за роман Чизмаши, 1985.
- Награда „Борисав Станковић”, за књигу прича Лов на стенице, 1994.
- Награда Вукове задужбине, 1994.
- Награда „Вељкова голубица”, 2008.
- Награда „Стефан Првовенчани”, 2008.
- Кочићева награда, 2011.[2]
- Награда „Григорије Божовић”, за приповетку „Четрдесет и три године”, за 2016.[18]
- Велика награда „Иво Андрић”, за животно дело, 2020.
- Награда „Скендер Куленовић”, 2020.[19]

## Дела
- Кад су цветале тикве
- Фреде, лаку ноћ
- Петријин венац
- Чизмаши
- Голи оток
- Црвено и плаво
- Време за повратак
- Гори Морава
- Лов на стенице
- Увођење у посао[20]